# MRPL28
MRPL28 (англ. Mitochondrial ribosomal protein L28) – білок, який кодується однойменним геном, розташованим у людей на короткому плечі 16-ї хромосоми. Довжина поліпептидного ланцюга білка становить 256 амінокислот, а молекулярна маса — 30 157.
| 10         |  | 20         |  | 30         |  | 40         |  | 50         |
| ---------- |  | ---------- |  | ---------- |  | ---------- |  | ---------- |
| MPLHKYPVWL |  | WKRLQLREGI |  | CSRLPGHYLR |  | SLEEERTPTP |  | VHYRPHGAKF |
| KINPKNGQRE |  | RVEDVPIPIY |  | FPPESQRGLW |  | GGEGWILGQI |  | YANNDKLSKR |
| LKKVWKPQLF |  | EREFYSEILD |  | KKFTVTVTMR |  | TLDLIDEAYG |  | LDFYILKTPK |
| EDLCSKFGMD |  | LKRGMLLRLA |  | RQDPQLHPED |  | PERRAAIYDK |  | YKEFAIPEEE |
| AEWVGLTLEE |  | AIEKQRLLEE |  | KDPVPLFKIY |  | VAELIQQLQQ |  | QALSEPAVVQ |
| KRASGQ     |  |            |  |            |  |            |  |            |

A: Аланін

C: Цистеїн

D: Аспарагінова кислота

E: Глутамінова кислота

F: Фенілаланін

G: Гліцин

H: Гістидин

I: Ізолейцин

K: Лізин

L: Лейцин

M: Метіонін

N: Аспарагін

P: Пролін

Q: Глутамін

R: Аргінін

S: Серин

T: Треонін

V: Валін

W: Триптофан

Кодований геном білок за функціями належить до рибонуклеопротеїнів, рибосомних білків. 
Локалізований у мітохондрії.